# Tatort
Tatort (in tedesco: luogo del delitto o meglio scena del crimine) è una serie televisiva tedesca prodotta dalla tedesca ARD, dall'austriaca ORF e dalla svizzera SRF, uscita il 29 novembre 1970. È la serie poliziesca più longeva nei Paesi germanofoni. Le nuove puntate vengono trasmesse tradizionalmente la domenica sera alle 20.15 su Das Erste, ORF 2 e SRF 1.
In Italia va in onda dal 7 gennaio 2018 sul canale Giallo con il titolo di Tatort - Scena del crimine; una parte è intitolata Modern Murder - Due detective a Dresda. Alcuni episodi che avevano come protagonista il commissario Schimanski furono trasmessi da Odeon TV nel 1988, con il titolo Tatort, (Nel Promo del 1988 di OdeonTv con i programmi per la nuova stagione veniva Annunciato con il titolo "Buona Fortuna Schimanski") e da Telemontecarlo (poi divenuta LA7) tra il 1997 e il 2005, con il titolo Schimanski (alcune puntate di Tatort e dello spin-off), venendo successivamente replicate su reti locali e su Vero Capri nel 2014.

## Produzione

### Concezione e sviluppo
La serie è stata ideata da Gunther Witte, incaricato da Günter Rohrbach di sviluppare per la WDR una nuova serie poliziesca che succedesse a Stahlnetz della ARD e soprattutto che potesse fare concorrenza a Der Kommissar della ZDF. Witte si ispirò ad una vecchia trasmissione radiofonica della RIAS, Es geschah in Berlin ("È successo a Berlino"), che trattava in modo documentaristico ed emozionante veri casi criminali accaduti nell'area di Berlino. Witte scelse il titolo Tatort, che in tedesco significa "luogo del delitto" e che nelle previsioni iniziali doveva essere completato con il nome del luogo in cui era ambientato l'episodio. Per motivi finanziari Witte pensò di coinvolgere le emittenti regionali della ARD, ognuna delle quali avrebbe dovuto produrre le puntate ambientate nel suo territorio.
La proposta di Witte non incontrò molti favori quando egli la presentò a una delle riunioni trimestrali della rete nel 1970, ma nella seduta successiva venne accolta e anzi venne auspicata la produzione del primo episodio in termini brevissimi. Infatti Taxi nach Leipzig, la prima puntata, fu trasmessa il 29 novembre 1970, prodotta dalla NDR con Walter Richter nei panni del commissario Trimmel. In realtà era già stato preparata nel momento in cui l'ARD decise di avviare la serie e in seguito fu solo integrato come episodio introduttivo. Nel 1969 era stato trasmesso il telefilm Exklusiv!, anch'esso con il commissario Trimmel come protagonista: questo telefilm fu integrato nel 1971 in Tatort come episodio 9 e può essere considerato dunque il primo prodotto in assoluto. Anche altre emittenti trasmisero poi telefilm che originariamente non erano stati pensati come episodi di Tatort.

### Caratteristiche
Fin dall'inizio di Tatort sono i commissari ad essere al centro di ogni puntata, con storie che devono essere realistiche e plausibili: assieme all'impostazione dell'inizio e della fine degli episodi, questo costituisce uno dei principali tratti comuni che definiscono la serie. In Tatort vengono spesso rappresentati disperazione, contrasti, sfiducia; la tensione si crea attraverso questa focalizzazione su emozioni drammatiche o in grado di suscitare avversione nel pubblico. A evidenziare le relazioni sociali, più spesso rispetto ad altre serie, le scene vengono girate in ambienti interni monotoni.
A differenza di altre serie poliziesche, dei singoli ambiti territoriali si occupano le emittenti regionali della ARD. Ognuna presenta almeno una squadra di investigatori, tranne la ORB che fino alla fusione con SFB nella RBB non ha prodotto episodi di Tatort. Tipico della serie è anche il "colore locale": le peculiarità delle città e degli ambienti in cui si sviluppa l'azione devono sempre essere inglobate in qualche modo: per esempio, negli episodi girati a Colonia le scene finali hanno quasi sempre il duomo sullo sfondo. Una forte presenza di riprese all'aperto distingue la serie dalla concorrente Der Kommissar.
Inizialmente non era prevista una serie con attori fissi, bensì semplicemente uno spazio nel palinsesto del sabato sera che le rispettive emittenti regionali, responsabili della regia, dovevano riempire. Mentre all'inizio gli episodi potevano durare da meno di un'ora a quasi due ore, dalla fine degli anni Ottanta ci si è attestati su una durata standard di circa 88 minuti.

### Riprese
A differenza di quasi tutte le serie poliziesche tedesche, gli episodi di Tatort si svolgono in diversi luoghi a seconda dell'emittente produttrice. Ci sono consolidate squadre di investigatori legate a specifiche località, solitamente grandi città, ma anche commissari più svincolati geograficamente, come il commissario Finke negli anni Settanta (Schleswig-Holstein) e attualmente la commissaria Charlotte Lindholm (Bassa Sassonia) e il maggiore Moritz Eisner (Austria).
Le più note località di Tatort sono Monaco di Baviera (dove operano tra gli altri Veigl, Batić/Leitmayr), Amburgo (Stoever), Berlino (Ritter/Stark), Colonia (Ballauf/Schenk), Lipsia (Ehrlicher/Kain), Ludwigshafen (Odenthal/Kopper), Münster (Thiel/Boerne) e le città della Ruhr come Essen (Haferkamp), Duisburg (Schimanski/Thanner) e Dortmund (Farber/Bönich); di queste Berlino, Amburgo e Monaco di Baviera sono presenti sin dall'inizio. Alcuni paesi più piccoli, in cui vengono girati episodi una tantum, spesso non vengono nemmeno nominati o hanno nomi fittizi.
Ogni anno vengono prodotti circa trentacinque nuovi episodi: una parte viene realizzata direttamente dalle case di produzione delle diverse emittenti regionali, mentre la maggior parte viene commissionata da esse a società di produzione cinematografica. Il budget di un episodio si aggira attorno a 1,5 milioni di euro; i costi effettivi però variano sensibilmente a seconda della produzione e delle diverse emittenti. Il cachet degli attori che impersonificano i commissari variano, per gli attori più importanti, da 80.000 a 120.000 euro a puntata. Per ogni puntata sono necessari tra i ventuno e i trenta giorni di riprese.
Per risparmiare sui costi di viaggio e alloggio della troupe, molte scene vengono girate non nei luoghi originali, ma negli studi. Per esempio, per gli episodi di Tatort della WDR ambientati a Münster solo gli esterni sono ripresi a Münster, mentre tutte le altre scene sono girate a Colonia, dove hanno sede sia la stessa WDR sia l'azienda di produzione "Colonia Media". Nel 2006 la SWR ha riadattato una ex scuola di Baden-Baden per riprendere gli interni dei commissariati di Costanza, Ludwigshafen e Stoccarda, nonché un reparto di medicina legale, arredato con un vero tavolo da autopsia e una vera cella frigorifera. Alcune riprese vengono fatte anche a Karlsruhe. Mediamente nei luoghi effettivi in cui è ambientanto l'episodio si gira solo 4-5 giorni.
Quando i luoghi in cui si svolge l'azione e luoghi in cui questa viene girata coincidono, spesso si fa ricorso a trame ambientate fuori città, sia per evitare una sovrapposizione di storie simili, sia per via delle difficoltà di avere autorizzazioni a riprendere in loco. Questo causa delle fratture delle condizioni geografiche in quanto l'immagine della città rappresentata nell'episodio non corrisponde necessariamente a quella reale in termini di distanze, posizioni e relazioni tra gli oggetti rappresentati.

### Tematiche sociopolitiche
A Tatort può essere attribuita anche una certa valenza sociopolitica: per la prima volta in una serie poliziesca viene dato ampio spazio ai conflitti sociali. In questa ottica può essere letta anche l'introduzione nel 1981 della figura del commissario Schimanski, investigatore proveniente in modo chiaro e percettibile dalla classe operaia.
Tatort elabora tematiche sociali scottanti in una forma popolare. Il tema della divisione tra le due Germanie fu trattato ripetutamente, già nella prima puntata Taxi nach Leipzig così come in Transit ins Jenseits (1976) e nella puntata di Schimanski Unter Brüdern (1990). Negli ultimi tempi invece appare spesso il tema dell'ingresso in ambienti relativamente circoscritti: per esempio, quello economico, politico, quello della finanza, delle comunità povere, degli immigrati, degli outsider o ancora quello dei giovani, delle organizzazioni (pompieri, associazioni sportive, ecc.), o gruppi di criminalità organizzata. Grazie ad un attento esame di essi, anche gli spettatori che hanno poca dimestichezza con questi ambiti riescono ad intuire la logica degli accadimenti. Tipico della serie è che gli investigatori stessi devono farsi una panoramica sulle situazioni e sulle interrelazioni legati al luogo del delitto. Invece il delitto "comune", quello che può accadere a chiunque e che pone pochi problemi investigativi, è messo in secondo piano. Viene dato spazio a un nuovo sottogenere criminale: la fiction psichica in cui al centro di tutto è la condizione psichica del colpevole. Accanto a questo vengono però trattati anche temi di attualità politica nazionale e internazionale; così alcuni episodi hanno parlato di conflitti armati, come la puntata Heimatfront (gennaio 2011) sul ritorno di soldati dalla guerra in Afghanistan.
L'attenzione a queste tematiche sociopolitiche ha fatto sì che Tatort stessa sia stata oggetto di discussioni scientifiche, soprattutto in campo sociologico, filosofico e letterario.

## Personaggi
Una peculiarità della serie è il numero degli investigatori. Al contrario delle altre serie, in Tatort ci sono numerosi attori principali che cambiano di puntata in puntata, ma che di norma sono legati a personaggi ricorrenti. In pratica Tatort è una sorta di "contenitore" di serie, considerando per serie le puntate con gli stessi personaggi ricorrenti. Attualmente ci sono 17 investigatori o gruppi di investigatori, in totale ce ne sono stati più di 80: tutto questo è dovuto ovviamente alla concezione stessa della serie come co-produzione delle nove emittenti regionali della ARD, oltre che della ORF.
Nei primi episodi in primo piano erano i casi da risolvere e le persone che ci ruotavano attorno: sospettati, testimoni e colpevoli. I commissari apparivano prevalentemente nel loro ruolo di poliziotti e i dettagli personali erano secondari, tanto che di alcuni investigatori non si menzionava nemmeno il nome.
Le scene della vita privata erano rare: si ricorda per esempio il commissario Veigl che va a teatro o ad una partita durante i Mondiali di calcio 1974. Ce n'è un po' di più nei primi investigatori della WDR, come l'ispettore doganale Kressin (soprattutto per quanto riguardava le ragazze che cambiava) e il commissario Haferkamp, la cui moglie separata (interpretata da Karin Eickelbaum) appariva regolarmente e in alcuni casi partecipava anche alle indagini. Nel corso degli anni si è cominciato a dare sempre più spazio alle storie personali degli investigatori e alle loro caratteristiche, soprattutto all'inizio degli anni Ottanta con la comparsa di Schimanski.

### Lecommissarie
All'inizio della serie ad indagare erano solo uomini. La prima emittente a introdurre una protagonista femminile fu la SWR nel 1978 con Nicole Heesters nei panni della commissaria Buchmüller, operante a Magonza. Furono prodotti appena tre episodi, ma ciò segnò l'inizio di una presenza femminile sempre più forte. La serie ebbe così un ruolo pionieristico nel panorama poliziesco occidentale, mentre nella Germania dell'Est la serie poliziesca Polizeiruf 110 prevedeva sin dal suo avvio nel 1971 un commissario donna con Sigrid Göhler. Commissarie donne operano a Ludwigshafen (Lena Odenthal/Ulrike Folkerts), Brema (Inga Lürsen/Sabine Postel), Hannover (Charlotte Lindholm/Maria Furtwängler), Costanza (Klara Blum/Eva Matthes), Lipsia (Eva Saalfeld/Simone Thomalla), Vienna (Bibi Fellner/Adele Neuhauser), Francoforte (Conny Mey/Nina Kunzendorf) e Kiel (Sarah Brandt/Sibel Kekilli).

### Evoluzione degli investigatori
All'inizio i commissari e gli investigatori erano classici, agivano sovente come guerrieri solitari, senza colleghi fissi in ruoli ricorrenti, o per lo meno erano sempre nettamente in primo piano: uno di questi era l'ispettore doganale Kressin interpretato da Sieghardt Rupp. I commissari Finke (Klaus Schwarzkopf) e Trimmel (Walter Richter) avevano invece assistenti fissi che però non avevano un peso importante.
Nel tempo si è assistito dapprima a una maggiore partecipazione degli assistenti, il cui ruolo divenne via via più importante. Per esempio, una maggiore autonomia era presente nella figura dell'assistente Willi Kreutzer (Willy Semmelrogge), collaboratore del commissario Haferkamp (Hansjörg Felmy): questi addirittura risolse un caso da solo mentre il capo era in vacanza (Felmy in realtà si era dimesso dal cast di Tatort). Anche i collaboratori del commissario Veigl (Gustl Bayrhammer), Lenz (Helmut Fischer) e Brettschneider (Willy Harlander) e anche l'assistente Wirz (Kurt Jaggberg) dell'ispettore Marek (Fritz Eckhardt) divennero nel corso degli anni sempre più autonomi.
Con il commissario Thanner (Eberhard Feik), in grado di porsi subito sullo stesso piano del suo superiore Schimanski (Götz George), le due figure cominciano ad avere la medesima importanza. Il commissario Stoever (Manfred Krug), in origine del tutto indipendente, ricevette dopo poche puntate un partner di pari importanza, anche se inizialmente di grado inferiore, nella figura di Brockmöller (Charles Brauer). Dagli anni Novanta ci sono praticamente soltanto investigatori di pari importanza; le figure solitarie, come la commissaria Lindholm (Maria Furtwängler), rappresentano ora un'eccezione. L'ispettore capo Eisner (Harald Krassnitzer) all'inizio aveva una squadra fissa, poi è apparso con assistenti che cambiavano di puntata in puntata o anche da solo, ma dall'episodio Vergeltung ha un'assistente fissa Bibi Fellner con cui collabora alla pari.
Di solito quando un investigatore o un gruppo di investigatori termina la sua esperienza, vengono cambiati tutti i protagonisti. Tuttavia è successo che, dopo il termine dell'esperienza del protagonista, venisse promosso il collaboratore, come nel caso del commissario Lenz (Helmut Fischer) che prese il posto di Veigl (Gustl Bayrhammer), protagonista di sette episodi. In questo senso grande continuità hanno avuto le puntate austriache, dove l'ex assistente Wirz è succeduto al suo predecessore Marek andato in pensione (Fritz Eckhardt) per essere a sua volta rimpiazzato dal suo assistente Fichtl (Michael Janisch). Max Ballauf (Klaus J. Behrendt) cominciò la sua carriera come assistente del commissario Flemming Flemming (Martin Lüttge) in quel di Düsseldorf. Curiosamente come assistente del commissario Flemming rivestiva il grado di ispettore capo (Kriminalhauptmeister - KHM), per poi tornare dagli Stati Uniti con il grado di commissario capo (Kriminalhauptkommissar - KHK). Recentemente anche l'assistente Deininger (Gregor Weber) del commissario Palu (Jochen Senf) è riuscito ad essere confermato nella squadra investigativa successiva.
Accanto a questa continuità ci sono comunque sempre state apparizioni sporadiche di investigatori sconosciuti che poi non si sono più visti, soprattutto negli anni Settanta e a metà anni Ottanta, ma anche nel 1996 (i cosiddetti "effimeri"), per esempio il commissario capo Nagel (Diether Krebs), apparso in un solo episodio (il n. 97 "Alles umsonst") della NDR nel 1979, o l'ispettore viennese Herbert Passini (Christoph Waltz) nel 1987 (puntata n. 196 "Wunschlos tot") della ORF. Questo perché all'epoca ogni emittente regionale produceva mediamente un solo episodio l'anno e molti attori non potevano rifiutare altre parti per potere mantenere il ruolo di commissario in Tatort.
Eccezioni isolate nelle file degli investigatori di Tatort sono rappresentate dai protagonisti che non appartengono alla polizia criminale: il già citato ispettore doganale Kressin nei primissimi anni, il colonnello Delius (Horst Bollmann) del servizio di controspionaggio militare (MAD - Amt für den Militärischen Abschirmdienst), il poliziotto di pattuglia Rolfs (Klaus Löwitsch) negli anni Ottanta e, ultimamente, la psicologa Jung (Maren Eggert) nel Tatort di Kiel e il medico legale professor Boerne (Jan Josef Liefers) in quello di Münster.

## Episodi
Dall'inizio della serie sono stati trasmessi oltre mille episodi, a cui si aggiungono quelli di produzione austriaca. Nei primi vent'anni della serie di norma venivano trasmessi undici-dodici episodi l'anno, poi il numero è aumentato parecchio: nel 2005, per esempio, i nuovi episodi furono trentacinque. L'attività ha visto all'opera una moltitudine di sceneggiatori e registi, tra cui alcuni nomi noti come Felix Huby, Wolfgang Petersen, Karl Heinz Willschrei e Michael Verhoeven. 
Anche la televisione svizzera SRF ha reintrodotto la trasmissione nel suo palinsesto domenicale e produce due episodi all'anno. Tra il 1990 e il 2001 ne aveva prodotti dodici.
Il contenuto così come il carattere degli investigatori sono cambiati notevolmente nel tempo: non è un caso che il Frankfurter Rundschau ebbe a dire che "da circa trent'anni la serie rappresenta la realtà del Paese".

## Sigla
La sigla è stata scritta nel 1970 dal compositore e musicista Klaus Doldinger.

## Ascolti
In Germania è una delle serie TV di maggior successo da oltre trent'anni. Nel 2009 ben trentadue episodi di Tatort figuravano tra i cinquanta programmi più visti; nel 2010 tredici dei primi quindici.
Negli anni Settanta, all'inizio della serie, quando ancora esisteva solamente l'emittenza pubblica, la serie raggiunse un'audience pari a 25 milioni di spettatori per uno share del 70%. Con l'introduzione del sistema radiotelevisivo duale, cioè sia pubblico che privato, negli anni Ottanta le quote si ridussero significativamente, ma si mantennero comunque piuttosto elevate: per esempio, nel 1996 il pubblico di Tatort era stimato in 7,05 milioni di telespettatori. Dopo una fase critica intermedia, si arrivò a 7,3 milioni di telespettatori nel 2007, 7,09 milioni nel 2008, 7,76 milioni nel 2009 e 7,99 milioni nel 2010, 8,5 milioni per episodio nel 2011.